# Људи у црном 3
Људи у црном 3 (енгл. Men in Black 3) је америчка научнофантастична акциона комедија из 2012. године, који је режирао Бари Соненфелд, у којем главне улоге тумаче Вил Смит, Томи Ли Џоунс и Џош Бролин. Трећи је филм из истоименог серијала, који је делимично базиран на стрипу Људи у црном, Лоуела Канингема. Реализован је петнаест година након оригиналног филма Људи у црном (1997) и десет година након првог наставка, Људи у црном 2 (2002). Соненфелд и Стивен Спилберг су се вратили као режисер и извршни продуцент. У филму, Борис Животиња, стари непријатељ агента Кеј, бежи из затвора и путује кроз време како би убио младог агента Кеј и тако дозволио својој немилосрдној ванземаљској врсти да нападне Земљу. Агент Џеј, због овога, мора и сам да се врати у прошлост и удружи са млађом верзијом агента Кеј како би спасао свог партнера и читаву планету.
Филм је премијерно приказан 14. маја 2012. у Берлину, а у америчким биоскопима је реализован 25. маја исте године и зарадио је преко 624 милиона долара широм света, што га чини десетим најуспешнијим филмом из 2012. године и најуспешнијим из серијала. Такође је добио и позитивне критике од стране критичара, који су га сматрали побољшањем у односу на свог претходника. Четврти филм из серијала, Људи у црном: Глобална претња, премијерно је приказан 11. јуна 2019. године.

## Радња
Агент Џеј (Вил Смит) је видео неке необјашњиве ствари у својој 15-годишњој каријери с Људима у црном, али ништа, па чак ни ванземаљци, не збуњује га као његов ћудљиви, повучени партнер. Кад живот агента Кеј (Томи Ли Џоунс) и целе планете буде угрожен, агент Џеј ће морати да отпутује кроз време, у 1969. да исправи ствари. Џеј открива да постоје тајне свемира које му Кеј никад није рекао – тајне које ће открити кад се удружи с млађом верзијом агента Kеј (Џош Бролин) да би спасио свог партнера, агенцију и будућност човечанства.

## Улоге
| Глумац         | Улога                      |
| -------------- | -------------------------- |
| Вил Смит       | Агент Џеј                  |
| Томи Ли Џоунс  | старији Агент Кеј          |
| Џош Бролин     | млади Агент Кеј            |
| Џемејн Климент | Борис Животиња             |
| Мајкл Сталбарг | Грифин                     |
| Ема Томпсон    | старија Агент О            |
| Алис Ив        | млада Агент О              |
| Мајк Колтер    | Џејмс Дарел Едвардс јуниор |
| Дејвид Раш     | Агент X                    |
| Бил Хејдер     | Енди Ворхол агент W        |
| Вил Арнет      | агент AA                   |